# Acitrétine
L'acitrétine est un antiacnéique du groupe des rétinoïdes.

## Utilisation
Traitement de dermatoses graves caractérisées par de l'hyperkératose ou de la dyskératose telles le psoriasis pustuleux, le psoriasis palmo-plantaire et la maladie de Darier lorsque ces affections sont rebelles aux traitements classiques.